# Джон Чемберс
Джон Томас Чемберс (англ. John Thomas Chambers; нар. 23 серпня 1949, Клівленд) — виконавчий голова ради директорів компанії Cisco.
Сприяв розвитку ініціатив корпоративної відповідальності в усьому світі, зайняв пост президента і головного виконавчого директора компанії Cisco в 1991 році. Під його керівництвом Cisco перетворилася на світового ІТ-лідера, чий оборот зріс з 70 млн доларів до 47 млрд доларів, а в березні 2000 року стала найдорожчою компанією світу. 
У 2006 році, залишаючись на посаді головного виконавчого директора, був призначений головою ради директорів Cisco. Обидві посади він займав до кінця липня 2015 року.
В даний час Джон Чемберс продовжує просувати світову цифровізацію на посту виконавчого голови ради директорів Cisco.

## Відзнаки
Лауреат премії Edison Achievement Award за 2016